# Frank Wieneke
Frank Wieneke (Hannover, 31 januari 1962) is een Duits judoka. Wieneke behaalde zijn grootste triomf in Los Angeles door het winnen van olympisch goud in 1984. Vier jaar later in Seoel verloor hij de olympische finale van de Pool Waldemar Legień. Op de Europese kampioenschappen won hij één gouden en twee zilveren medailles. Vanaf 2001 tot en met 2008 was Wieneke de Duitse bondscoach en zijn pupil Ole Bischof won de gouden medaille in het halfmiddengewicht tijdens de Olympische Zomerspelen 2008.

## Resultaten
- Olympische Zomerspelen 1984 in Los Angeles  in het halfmiddengewicht
- Europese kampioenschappen judo 1986 in Belgrado  in het halfmiddengewicht
- Europese kampioenschappen judo 1988 in Pamplona  in het halfmiddengewicht
- Olympische Zomerspelen 1988 in Seoel  in het halfmiddengewicht
- Europese kampioenschappen judo 1989 in Helsinki  in het halfmiddengewicht

1972: Toyokazu Nomura ·
1976: Vladimir Nevzorov ·
1980: Sjota Chabareli ·
1984: Frank Wieneke ·
1988: Waldemar Legień ·
1992: Hidehiko Yoshida ·
1996: Djamel Bouras ·
2000: Makoto Takimoto ·
2004: Ilias Iliadis ·
2008: Ole Bischof · 
2012: Kim Jae-bum · 
2016: Chasan Chalmoerzajev · 
2020: Takanori Nagase · 
2024: Takanori Nagase
- Gemeinsame Normdatei: 172630673
- Virtual International Authority File: 189863597
- WorldCat: E39PBJhH4WVxgVb4CGgVF7x4bd